# Street punk
Street punk (escrito alternativamente como streetpunk) es un género de  clase obrera-basado en el género del punk rock que se concentró en la década de 1980, en parte como una rebelión en contra de las pretensiones artísticas de la primera ola del punk. El street punk emergió del estilo Oi!, realizado por bandas como Sham 69, Angelic Upstarts, Cockney Rejects y Cock Sparrer. Sin embargo, el street punk continuó más allá de los confines del Oi! original. El street punk generalmente tiene un aspecto mucho más extravagante que la imagen de clase obrera cultivada por muchas bandas Oi!. Los street punks a menudo combinan estilos de pelo "Mohawks" o "Spike" de varios colores con incrustaciones en chalecos de cuero y logos, lemas políticos o nombres bandas de punk puestos en su ropa.
En los años 1990 y 2000, ocurrió una resurrección, en la escena del street punk, con el auge de bandas como The Casualties, The Virus, Cheap Sex, Lower Class Brats y The Unseen. The Casualties lograron el éxito en la escena underground en los años 2000.

## Características
La música street punk es caracterizada por las líneas de guitarra de una sola nota y solos cortos. A diferencia de géneros similares, como el tradicional hardcore punk, las bandas de street punk a veces consistían de dos guitarristas, uno de los cuales toca melodías de guitarra mientras no canta. El street punk también hace uso frecuente de las vocales comunales, pandilleras o coros, para cantar juntos. Las letras del street punk frecuentemente se refieren a temas sobre las peleas, beber, hacer fiestas, la violencia al interior de la ciudad o las relaciones personales. Las bandas de street punk a veces expresan puntos de vista políticos, típicamente de una variedad de izquierda, aunque algunas bandas rechazan la política en favor de una visión más hedonista y nihilista.
El veterano del punk Felix Havoc dijo:

Era agresivo, pero tenía melodía. A diferencia del punk "melodico" de hoy día, todavía tenía energía. Era honesto. Por eso el termino "street punk." Hay y había un sentimiento que esta era la música de los chicos, de las calles, y era incorrupta por el "profesionalismo" o "musicalidad." A diferencia de las anarco-bandas su mensaje era más desolador e irreverente. La música no era a-politica, sino una expresión menos intelectual de los puntos de vista políticos de la juventud de la clase obrera. La música era mercadeada como "de" y "por" la clase obrera. Yo sospecho que este no era el caso universalmente. La mayoría de los chicos de clase media y alta todavía se rebajan ante discusiones francas de violencia, evidenciadas en una típica canción de Blitz. El punk británico a inicios de los años 1980 era así de pegajoso; tenían coros para cantar juntos y riffs que enganchan.

## Historia

### Orígenes (Años 1980)

#### UK82
El movimiento UK82 (también conocido como UK Hardcore, second wave punk o no future punk) tomó el sonido existente del punk y agregó baterías más rápidas y un sonido de guitarra más distorsionado. El término UK82 es tomado de una canción del mismo nombre por The Exploited. Una polinización cruzada existió entre esta era del street punk británico y el hardcore punk estadounidense.
Las letras de las bandas de UK82 tendían a ser más oscuras y violentas en comparación a las letras de las primeras bandas de punk. Estas tendían a enfocarse en las posibilidades de un holocausto nuclear, y otros temas apocalípticos, parcialmente debido a la tensión militar de la atmósfera de la Guerra Fría. Otro pilar de las letras era el desempleo, y las políticas del Partido Conservador. Las letras frecuentemente atacaban a la líder conservadora Margaret Thatcher de la misma manera que las bandas estadounidenses de hardcore punk se referían a la administración de Ronald Reagan.
Las tres bandas más prominentes del UK82, según Ian Glasper, son The Exploited, Discharge y Charged GBH. The Exploited era una banda controversial debido a sus letras agresivas y rudos conciertos, y eran considerados por Glasper como "punks de caricatura". Glasper, escribió: "Para muchos, The Exploited era la banda quintaesencial del punk de la segunda ola con sus veloces explosiones agudizantes de sentidos en contra del sistema, y el mohicano anaranjado arquetipo del desquiciado Wattie Buchan." El trabajo inicial de Discharge demostró ser enormemente influencial, dejando la imprenta para todo el subgénero. Su trabajo posterior, sin embargo, ha sido descrito como yendose al heavy metal.

#### D-beat
El D-beat (también conocido como Discore o Käng (bota) en Suecia) fue desarrollado a inicios de los años 80 por imitadores de Discharge, a quienes se les debe el nombre del género. El primer grupo fue The Varukers. El contenido vocal del D-beat se acercaba hacia los gritos de slongans. El estilo es distinto de sus predecesores por su mínimo contendido lírico y su acercamiento hacia el heavy metal. Es cercanamente asociado con el crust punk, el cual es una variación más pesada y compleja. Las bandas D-beat típicamente tienen mensajes antibelicistas y anarquistas además de seguir de cerca la estética visual desoladora de la guerra nuclear de las bandas de anarcopunk de los años 80. El estilo fue particularmente popular en Suecia, y fue desarrollado ahí por grupos cono Anti Cimex y Mob 47.

### Resurrección (Años 1990 y 2000)
En los años 1990, una nueva era de bandas del street punk surgió con bandas como The Casualties, Rancid, Cheap Sex, The Unseen, The Virus, A Global Threat, Clit 45, Career Soldiers, The Krays, Defiance y Lower Class Brats. Muchas de estas bandas firmaron con Punk Core Records.
The Casualties se transformó en una de las bandas mejor conocidas del street punk y logró éxito en la escena underground. Su álbum On the Front Line de 2004 llegó al número 8 de la lista de álbumes independientes. On the Front Line y su siguiente disco Under Attack de 2006 llegaron a los números 7 y 9 en las listas de los Top Heatseekers, respectivamente.